# 尖叶藁本
尖叶藁本（学名：Ligusticum acuminatum）为伞形科藁本属下的一个种。

## 扩展阅读
- 維基物種上的相關：尖叶藁本